# Trochalus toraensis
Trochalus toraensis är en skalbaggsart som beskrevs av Louis Burgeon 1944. Trochalus toraensis ingår i släktet Trochalus och familjen Melolonthidae. Inga underarter finns listade i Catalogue of Life.